# Список аеропортів Словаччини
|  | Службовий список статей, створений для координації робіт з розвитку теми. Це попередження не встановлюється на інформаційні списки і глосарії. |

Це список аеропортів Словаччини.